# 別所吉治
別所 吉治（べっしょ よしはる）は、安土桃山時代から江戸時代前期の大名。但馬国八木藩主。

## 生涯
別所重宗の子で、豊臣秀吉の又従弟でもある。異説として、実は重宗の甥長治の子であり、天正8年（1580年）に三木城が落城したとき、家臣に連れられて落ち延び重宗に保護された、とする説がある。
天正19年（1591年）、重宗の死により家督を相続する。文禄元年（1592年）の文禄の役や文禄3年（1594年）の伏見城築城など、豊臣秀吉の家臣として尽力した。功により但馬で八木領を賜う。
慶長5年（1600年）の関ヶ原の戦いでは西軍に属して丹後田辺城攻撃に参加したが、戦後、徳川家康からなぜか所領を安堵された。これは吉治の伯母が徳川秀忠の乳母であったためといわれる。また、義弟の孫次郎が東軍に与した功によるとも。但馬八木領から丹波由良藩に転封となる。
慶長20年（1615年）、大坂の陣の戦功により丹波国内に5000石を加増されて石高は2万石となった。しかし寛永5年（1628年）、仮病で参勤を怠り鷹狩をしていたと通告、改易されてしまい大名家としての別所氏は滅亡した。
慶安元年（1648年）、長男の守治は赦免され、のち1000俵を与えられて子孫は700石の旗本として存続した。吉治は息子の下で余生を過ごした。

## 改易の理由
吉治は特に悪政を行ったという形跡もなく、改易の理由も「病と称して鷹狩りに興じて参勤を怠った」という理由以外に、前出の秀忠の乳母を粗略に扱ったから、など諸説あり、その改易された正確な年月日すらも諸説あってはっきりとしていない。また同じような理由で改易された人物も少ない。
幕府が、こじつけのような理由をつけてまで改易までに至らしめた理由については諸説あるが、弟・正之が福島正則の養子となっている事、関ヶ原の戦いで西軍に属して丹後田辺城を攻めた経緯があることなどから、安定期に入った江戸幕府から旧豊臣系の大名として認識され、外様大名の改易政策の一環として目をつけられていたからではないか、とする考察がある（細見末雄、宿南保など）。また、当時幕府が次々と全国の金山・銀山を直轄領とする政策を打ち出していたが、吉治が但馬国養父郡の中瀬鉱山（中瀬金山）の金山奉行を務めていた関係もあり、これを幕府が取り上げる意図もあったのではないか、などともされている。

## 系譜
- 父：別所重宗（1529-1591）
- 母：不詳
- 正室：山崎片家の娘
- 継室?：福島正信の娘
- 生母不明の子女
  - 長男：別所守治（?-1697）